# Gomphionema parvum
Gomphionema parvum is een rondwormensoort uit de familie van de Neotonchidae. De wetenschappelijke naam van de soort is voor het eerst geldig gepubliceerd in 2009 door Gagarin & Thanh.